# Imbrius micaceus
Imbrius micaceus är en skalbaggsart som först beskrevs av Francis Polkinghorne Pascoe 1858.  Imbrius micaceus ingår i släktet Imbrius och familjen långhorningar. Inga underarter finns listade i Catalogue of Life.